# Hallo det er jul
Hallo det er jul var DR1s julekalender i 1995. Serien var en uafhængig fortsættelse til Jul i Gammelby, og man prøvede at kopiere nogle af de gamle kulisser. Serien blev optaget i Den Gamle By i Aarhus, et museum for byernes kultur og historie. Julekalenderen foregår i begyndelsen af 1900-tallet og handler om byens skomager, hvis datter er hovedpersonen. Skomageren bliver udkonkurreret af en rig mand med automobil, som laver en træskofabrik, der sælger træsko med røde snuder.
Julekalenderen sætter fokus på emner som industrialiseringen, ligestilling og klasseforskelle.
Selvom det var en dyr julekalender for DR at producere, er den kun blevet vist én gang. Den blev dog genudsendt i 2016 sideløbende med Den Anden Verden. Julekalenderen opnåede aldrig samme popularitet som forgængeren, men har alligevel opnået efterspørgsel nok til en dvd-udgivelse, der stadig kan fås i detailhandlen.

## Rolleliste
- Fortælleren: Søren Ryge
- Centralmutter Amalie Nielsen: Birgit Sadolin
- Reporter Jakob Laursen: Anders Peter Bro
- Trunte – Amalies niece: Ida Dalgaard Steffensen (sang: Regitze Glenthøj)
- Mie – Amalies niece: Nana Gaardboe Dall
- Mads – redaktørens søn: Cyron Bjørn Melville
- Sætternissen Mikkel: Peter Reichhardt
- Telefonnissen Mette: Gunvor Reynberg
- Førstelærer Højmose: Aksel Erhardsen
- Redaktør Jokumsen: Henrik Koefoed
- Stationsforstander/Postmester: Kjeld Nørgaard
- Posten: Ejnar Hans Jensen
- Herta Jokumsen – Redaktørens kone: Marianne Mortensen
- Baron von Gullasch: Jarl Forsman
- Sognerådsformand William Søndergaard: Søren Elung Jensen
- Lærerinde Jytte Mortensen: Louise Fribo
- Træskomager Lars Jensen: Henrik Weel
- Lise Jensen – træskomagerens datter: Marie Sjøgreen Hviid
- Pianist: Søren Dahl
- Danselærerinden: Solbjørg Højfeldt
- Husassistent Maren: Elsebeth Steentoft
- Forstanderinden på børnehjemmet: Karen-Lis Ahrenkiel
- Fotograf Ferdinand Jacobsen: Hother Bøndorff
- Fotografassistent Mademoiselle Le Fatique: Dorthe Hansen Carlsen
- Trompetist Andresen: Bjørn Christensen
- Tubaisten: Anders Errboe

## Ekstern henvisning
- Hallo det er jul på Internet Movie Database (engelsk)
- Hallo det er jul på Filmdatabasen
- Hallo det er jul på danskefilm.dk
- Hallo det er jul hos The Movie Database (engelsk)
- Hallo det er jul hos TheTVDB (engelsk)

| Fjernsyn | Spire Denne artikel om et tv-program er en spire som bør udbygges. Du er velkommen til at hjælpe Wikipedia ved at udvide den. |

 Der er for få eller ingen kildehenvisninger i denne artikel, hvilket er et problem. Du kan hjælpe ved at angive troværdige kilder til de påstande, som fremføres i artiklen.